# Joseph François Dupleix

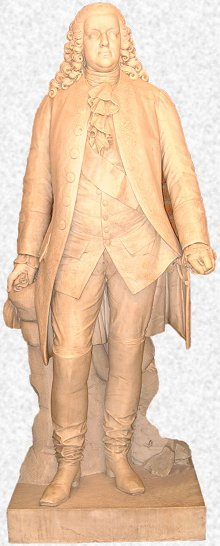
Joseph François Dupleix

Joseph François Dupleix (Landrecies, 1 januari 1697 – Parijs, 10 november 1763) was gouverneur-generaal van de Franse kolonie in India en de grote tegenstrever van Robert Clive.

## Biografie

### Jeugd
Dupleix werd geboren in Landrecies in Frankrijk. Zijn vader, Francois Dupleix, was een rijke boer die wenste dat hij handelaar werd. Om hem zijn voorliefde voor wetenschap af te leren, werd de 18-jarige Joseph-Francois in 1715 met een schip van de Franse Oost-Indische Compagnie naar Indië gestuurd. Hij maakte verscheidene reizen naar Indië en de Amerika's. In 1720 werd hij tot lid van de Hoge Kamer in Puducherry (stad) benoemd. Daar liet hij een groot commercieel inzicht zien en ondernam naast zijn officiële taken ook grote privé-initiatieven die hem een grote rijkdom opleverden.

### Publiek ambt
In 1730 werd Dupleix aangesteld als opzichter voor Franse Zaken in Chandernagore. Deze stad kende onder zijn ambtstermijn een economische bloei en groeide in belang. In 1741 trouwde hij met Jeanne Albert de Castro, de weduwe van een van de raadsheren van de Compagnie. Jeanne Albert was gekend als Joanna Begum onder de hindoes, wat hem van grote dienst was bij de onderhandelingen met de lokale vorsten. Zijn reputatie bezorgde hem in 1742 de aanstelling tot gouverneur van Frans-Indië als opvolger van Pierre Benoît Dumas. Als gouverneur-generaal was zijn ambitie het verkrijgen van een groot territorium in Indië ten bate van de compagnie. Het inkomen uit het vergrote territorium zou vervolgens als kapitaal voor nieuwe commerciële operaties dienen.
Dankzij de territoriale concessies van de lokale vorsten die land afstonden in ruil voor het gebruik van de troepen van de compagnie breidde het Franse territorium gestaag uit. Dupleix nam de oosterse pracht in kledij over van deze vorsten. Als eerste begon hij Indische soldaten, de sepoys, te trainen volgens Europese methodes. Dit alarmeerde de Britten, maar het gevaar voor hun kolonies en macht was deels geweken door de bittere jaloersheid die bestond tussen Dupleix en Bertrand François Mahé de La Bourdonnais, de gouverneur van het Franse eiland Bourbon.

### De Oostenrijkse Successieoorlog
De Oostenrijkse Successieoorlog werd ook op het Indische subcontinent uitgevochten en ook hier stonden Frankrijk en Groot-Brittannië tegenover elkaar. Toen deze stad zich na de slag om Madras in 1746 overgaf, was Dupleix gekant tegen het teruggeven van Madras aan de Britten. Hiermee schond hij het verdrag dat getekend was door La Bourdonnais. Vervolgens zond hij in 1747 een expeditie uit tegen het Britse Fort St. David, dat net naast de stad Cuddalore (stad) lag. Deze expeditie werd verslagen door de Nawab van Arcot, bondgenoten van de Britten, nog voor ze het fort bereikten.
Hierna slaagde Dupleix erin de Nawab van kamp te laten overlopen en trachtte nogmaals Fort St. David te veroveren. Deze poging mislukte ook en een nachtaanval op Cuddalore bezorgde de Fransen en haar bondgenoten zware verliezen. In 1748 werd Pondicherry belegerd door de Britten, maar tijdens deze belegering werd het nieuws gebracht van de Vrede van Aken zodat de vijandigheden staakten.

### Later leven
Na de oorlog begon Dupleix onderhandelingen met als doel de onderwerping van heel Zuid-Indië. In deze context stuurde Dupleix troepen naar twee troonpretendenten van Karnataka en Deccan. De Britten steunden op hun beurt de rivalen van deze pretendenten en hielden zo de machtsbalans in evenwicht. Vanaf 1741 trachtte Dupleix de Franse invloed in Myanmar te vergroten door de diplomaat Sieur de Bruno te sturen en door de Mon militaire steun te bieden bij hun conflict tegen de Birmanen. De conflicten tussen de Fransen en Britten duurden tot 1754, waarna de Franse regering een vrede nodig achtte en een speciale afgevaardigde stuurde om Dupleix te vervangen en indien nodig te arresteren. Dupleix was verplicht naar Frankrijk terug te keren op 12 oktober 1754.
Doordat hij zijn volledige privéfortuin in de uitbouw en handhaving van zijn beleid als gouverneur-generaal had geïnvesteerd, was hij na de ontzetting uit dit ambt failliet. In Frankrijk weigerde de regering hem financieel te ondersteunen, zodat hij op 10 november 1763 als arm en verwaarloosd man stierf.